# Saint-Denis-Maisoncelles

Saint-Denis-Maisoncelles este o comună în departamentul Calvados, Franța. În 1 ianuarie 2018 avea o populație de 107 de locuitori.